# Винишка Кършла
Вѝнишка Къ̀ршла (на македонска литературна норма: Виничка Кршла) е село в община Виница, Северна Македония.

## География
Селото е разположено на изток от град Виница.

## История
В XIX век Винишка Кършла е неголямо българско село в Кочанската кааза на Османската империя. Според статистиката на Васил Кънчов („Македония. Етнография и статистика“) от 1900 година Кършла е има 100 жители, всички българи християни.
Цялото население на селото е под върховенството на Българската екзархия. По данни на секретаря на екзархията Димитър Мишев („La Macédoine et sa Population Chrétienne“) в 1905 година във Винишка Къшла (Vinichka-Kichla) има 112 българи екзархисти.
Според преброяването от 2002 година селото има 99 жители, всички македонци.